# Arkansas State Route 12
Arkansas State Route 12 ist ein in West-Ost-Richtung verlaufender Highway im US-Bundesstaat Arkansas.
Der Highway beginnt an der Grenze zu Oklahoma, wo er zur Oklahoma State Route 116 wird, und endet östlich Clifty an der Arkansas State Route 23. Die State Route führt nördlich am Northwest Arkansas Regional Airport entlang, bevor sie in Bentonville auf den U.S. Highway 71 und die Interstate 540 trifft. Zwischen der Stadt Rogers und Clifty überquert sie den Beaver Lake.